# 炫脈

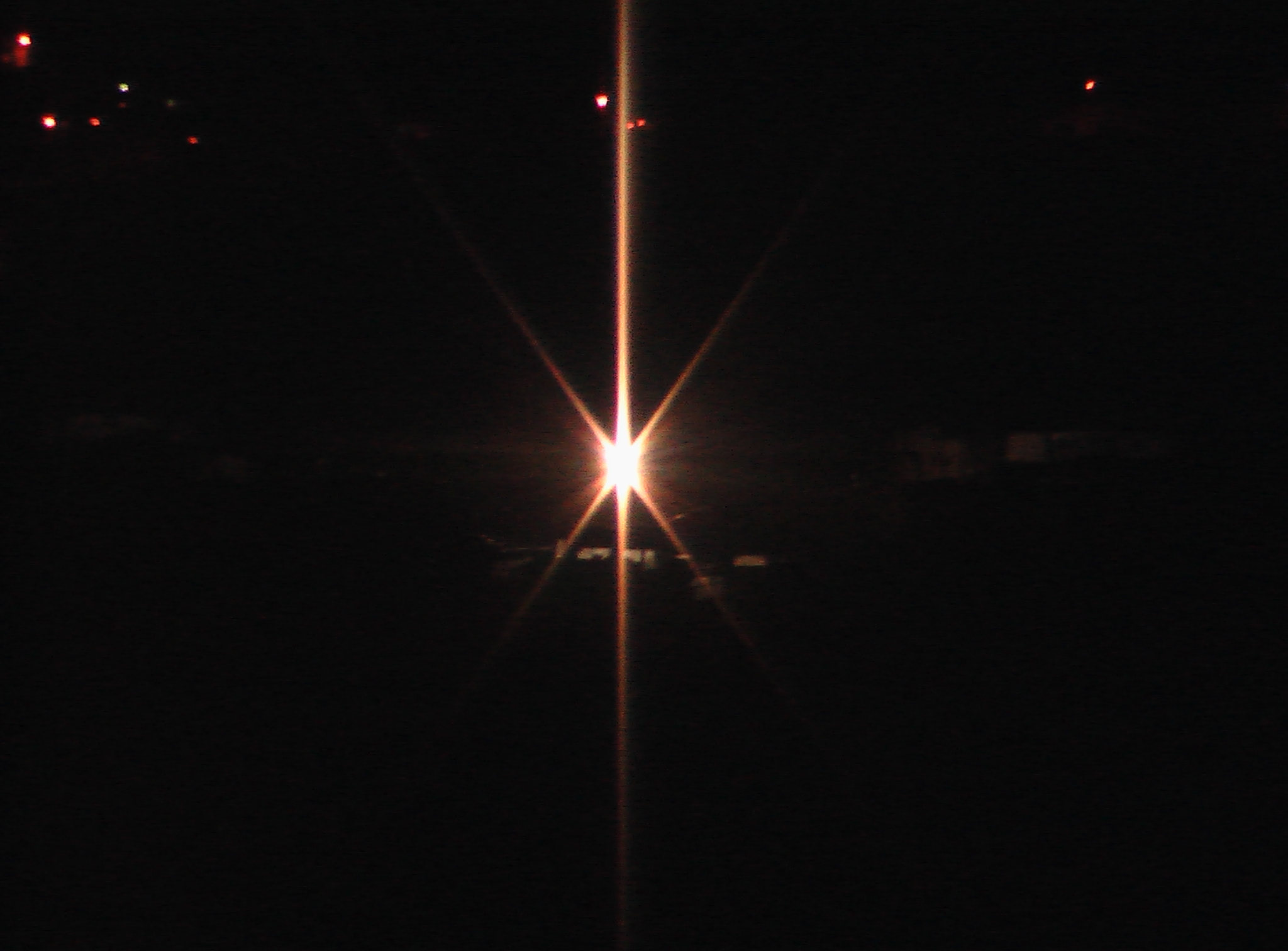
炫脈

炫脈（smear） 是電荷耦合元件（CCD）影像感測器因電荷累積過度造成的光溢現象，其現象通常是在影像畫面的亮點上出現一條很亮的垂直線。
當使用以CCD為影像感測器的數位相機或數位攝影機時，如果所拍攝的畫面中有極亮的光源，例如將相機對著太陽，或是在黑夜裡對著汽車頭燈，往往會在畫面上出現一條或數條從頂到底的高亮度直線，通常是白色，也可能是偏紅色，偏綠色或偏藍色，這種現象即為炫脈。
炫脈為CCD特有的現象，使用傳統底片或CMOS作為記錄媒介的攝影設備則無此現象。